# Военный спутник
Военный спутник — это искусственный спутник Земли, используемый для военной цели. Наиболее распространёнными миссиями являются сбор разведывательных данных, судоходство и военная связь. Первые военные спутники занимались фоторазведкой. Были предприняты попытки разработать оружие базируемое на спутниках, но эти работы были прекращены в 1967 году после ратификации международных договоров о запрещении развёртывания оружия массового уничтожения на орбите.

## Навигационные спутники
Первая спутниковая навигационная система Transit, используемая ВМС США, была протестирована в 1960 году. Она состояла из пяти спутников и могла обеспечивать навигационные поправки примерно один раз в час.
Во время гонки вооружений периода холодной войны ядерная угроза использовалась для оправдания затрат на создание более совершенной навигационной системы. Это стало причиной развёртвывания системы GPS первоначально помогавшей подводным лодкам определять свои координаты после всплытия. Первый спутник GPS был запущен в 1974 году, развёртывание советской системы ГЛОНАСС в 1982 году дало повод конгрессу США выделить деньги для ускорения работ по GPS, полная эксплуатационная готовность которого была объявлена в апреле 1995 года.

## Системы раннего обнаружения
Ряд стран разработали спутниковые системы раннего предупреждения, предназначенные для обнаружения МБР на разных этапах полёта. В США эти спутники эксплуатируются программой обеспечения ПРО (Defense Support Program, DSP). Первый запуск спутника DSP состоялся 6 ноября 1970 года, 23-й и последний запуск — 10 ноября 2007 года. Эта программа впоследствии была заменена инфракрасной системой космического базирования SBIRS.
В Советском Союзе космическая составляющая системы предупреждения о ракетном нападении была развёрнута к 1979 году на основе четырёх космических аппаратов системы «Око».

## Конкурс идей
С целью ускорить разработку новых военных спутников и технологий, ВВС США, начиная с марта 2019 года проводит конкурсы продуктивных идей, позволяющих получить выигрыш в космической войне. Авторы принятых идей получают немедленное вознаграждение в размере от 100 тыс. долл. США. Так, на конкурсе идей, проходившем с 5 по 6 ноября 2019 года было заключено подобных контрактов на общую сумму $22,5 млн долл.